# Grant Tambling
Grant Tambling (ur. 20 czerwca 1943, zm. 26 stycznia 2025) – australijski polityk, administrator wyspy Norfolk od 1 listopada 2003 do 7 sierpnia 2007. 

## Życiorys
Tambling urodził się i wychował w Darwin, w Terytorium Północnym w Australii. Studiował w Darwin i Adelaide. Wchodził w skład Rady Miejskiej Darwin. Następnie został wybrany do pierwszego Zgromadzenia Legislacyjnego Terytorium Północnego z ramienia Regionalnej Partii Liberalnej (Country Liberal Party). Objął w nim stanowisko przewodniczącego Komitetu Rozwoju.
Pomimo sprawowanej funkcji, w wyborach w 1977 został pokonany w swym okręgu przez kandydata Liberalnej Partii Australii i nie dostał się do nowego parlamentu lokalnego. Rozpoczął wówczas pracę w biznesie. W latach 1980–1983 zasiadał w australijskiej Izbie Reprezentantów, jako deputowany z Terytorium Północnego. Nie zdołał uzyskać jednak reelekcji, doznając ponownie porażki z kandydatem Australijskiej Partii Pracy.
Po czterech latach pozostawania poza parlamentem, został ponownie wybranym w 1987, tym razem do Senatu. Zasiadał w nim przez 14 lat, do 2001, jako reprezentant Krajowej Partii Liberalnej (lokalna gałąź Australijska Partii Liberalnej). W wyborach w 2001 nie uzyskał jednak partyjnej nominacji, co było karą za głosowanie za poparciem prawa ograniczającego korzystanie z gier internetowych. Tambling wycofał się z polityki i przez dwa lata pracował jako konsultant w sektorze prywatnym. 
W styczniu 2003 został mianowany przez gubernatora generalnego Australii administratorem wyspy Norfolk. Urząd objął 1 listopada 2003 i sprawował go do 7 sierpnia 2007.